# 40 Days and Nights - Apocalisse finale
40 Days and Nights - Apocalisse finale (40 Days and Nights) è un film del 2012 diretto da Peter Geiger.

## Trama
Quando un colossale spostamento della placca tettonica causa un aumento del livello delle acque marine, una microbiologa inizia a raccogliere dei DNA di tutte le specie che può mentre l'esercito crea una speciale arca nel disperato tentativo di salvare la Terra.